# Lijst van afleveringen van The Suite Life on Deck
Dit is een lijst van afleveringen van The Suite Life on Deck.

## Overzicht
| Seizoen | Afleveringen | Uitgezonden in de Verenigde Staten | Uitgezonden in Nederland & België (Disney Channel) | Uitgezonden in Nederland (Disney XD) |
| ------- | ------------ | ---------------------------------- | -------------------------------------------------- | ------------------------------------ |
| 1       | 21           | 2008 – 2009                        | najaar 2010 – voorjaar 2011                        | 2011                                 |
| 2       | 28           | 2009 – 2010                        | voorjaar 2011 – najaar 2011                        | 2011 – 2012                          |
| 3       | 22           | 2010 – 2011                        | 27 mei 2012                                        | 2012 – 2013                          |

- Debby Ryan (Bailey Pickett) was afwezig voor 7 afleveringen.
- Phill Lewis (Mr. Moseby) was afwezig voor 11 afleveringen.

## Seizoen 1: 2008-2009 / 2010-2011
- Dit seizoen is gefilmd in 2008.
- Seizoen 1 bevat 21 afleveringen.
- Kim Rhodes, moeder van Zack & Cody en een van de hoofdrolpersonen in The Suite Life of Zack and Cody, komt in twee afleveringen voor: één en zestien.
- Ashley Tisdale, een van de hoofdpersonen in The Suite Life of Zack & Cody als Maddie Fitzpatrick komt in een aflevering terug als Maddie.
- Ook Brian Stepanek als Arwin Q. Hawkhauser en Milos, Brittany Curran als Chelsea Brimmer, Sophie Oda als Barbara Brownstein, Charlie Stewart als Bob en Roberto Torti als Kurt Martin komen een keer terug.

| № | Titel                    | Uitzenddatum VS   | Uitzenddatum Disney Channel Nederland en België | Uitzenddatum Disney XD Nederland | Productiecode |
| --- | ------------------------ | ----------------- | ----------------------------------------------- | -------------------------------- | ------------- |
| 1 | The Suite Life Sets Sail | 19 september 2008 | 17 december 2010                                | 1 juni 2011                      | 101           |
| London, Zack, Cody en Mr. Moseby gaan aan boord op het S.S. Tipton voor hun semester aan zee. Londen overtuigt haar kamergenoot om het schip te verlaten zodat zij een kamer voor zichzelf kan hebben. Cody komt in een kamer terecht die hij moet delen met Woody. Woody is een rommelig persoon in tegenstelling tot de kamergenoot van Zack. Zack deelt de kamer met Bailey, Bailey wil dat alles netjes is en alles volgens schema's gaat. Niemand weet dat Bailey een meisje is die zichzelf vermomt als een jongen om een plek op het schip te krijgen nadat zij erachter kwam dat er geen plaatsen meer voor meisjes waren. Zack en Cody gaan akkoord om kamergenoten te wisselen, maar Zack bedenkt zich nadat hij ontdekt dat Bailey een meisje is. Nadat alle anderen ook ontdekken dat Bailey een meisje is mag ze blijven en wordt ze de nieuwe kamergenoot van Londen. Dit is de druppel voor London en zij ontsnapt naar Parrot Island met de helikopter. Speciale gastacteur: Kim Rhodes als Carey Martin. Gastacteurs: Erin Cardillo als Emma Tutweiller, Tiya Sircar als Padma, Matthew Timmons als Woody Fink en Ginette Rhodes als Eunice Pickett.                                            |                          |                   |                                                 |                                  |               |
| 2 | Parrot Island            | 27 september 2008 | 17 december 2010                                | 1 juni 2011                      | 107           |
| Wanneer het S.S. Tipton een speciale reis maakt om Londen van Parrot Island af te halen, zijn Bailey, Moseby en Woody gevangengenomen omdat alle papegaaien Parrot Island verlaten hebben voor Seal Island nadat de Tipton Organisatie alle bomen omgekapt had. Het is aan Zack en Cody om hen er uit te krijgen, maar Zack en Cody eindigen ook in de gevangenis samen met de anderen. Bailey moet haar zwijn Porkers gebruiken, om hen te redden. Zack en Cody maken ruzie om Bailey maar Zack laat Cody haar hebben nadat hij ontdekt over haar ex-vriend Moose en vindt dat zij te veel "bagage" heeft... Gastacteurs: Erin Cardillo als Emma Tutweiller, Matthew Timmons als Woody Fink, Stuart Pankin als Simms. |                          |                   |                                                 |                                  |               |
| 3 | Broke N' Yo-Yo           | 3 oktober 2008    | 24 december 2010                                | 1 juni 2011                      | 102           |
| Bailey is kwaad omdat London alle ruimte in hun cabine overneemt, daarom verzint zij een "Sea Snark"-aanval, maar later voelt ze zich schuldig en vertelt haar de waarheid. Ondertussen heeft Zack zowel zijn als de maaltijdkaart van Cody gebruikt voor allemaal luxe dingen voor de meisjes op het schip te kopen met als gevolg dat ze blut zijn. Om het goed te maken, zet Moseby hen aan het werken. Nu is het plan dat Cody aan de jojowedstrijd moet meedoen zodat ze de hoofdprijs van $1000 winnen. Zack neemt beide baantjes over en Cody gaat hard oefenen, maar Cody moet strijden tegen de pro, Johan Yo... Gastacteur: Grant Johnson als Johan Yo. |                          |                   |                                                 |                                  |               |
| 4 | The Kidney of the Sea    | 10 oktober 2008   | 31 december 2010                                | 1 juni 2011                      | 103           |
| Zack is verliefd op een leuke passagier genaamd Violet, maar haar rijke "vriendje" Ashton en haar arrogante moeder doen alles om ze gescheiden te houden. Ondertussen is Cody scheidsrechter in een intelligentiewedstrijd tussen Londons hond Ivana en Baileys varken Porkers. Bailey probeert te winnen door Cody te belonen met een kus als hij haar laat winnen en London probeert ook te winnen door Cody om te kopen. Aan het einde eindigt de wedstrijd gelijk. De episode bevat plotonderdelen van de film Titanic, waar Jack gepakt werd voor het stelen van het halssnoer "Heart of the Ocean". Ashton beschuldigt Zack ervan het halssnoer "Kidney of the Sea" te stelen. Ivana, de hond van London, bewijst dat Ashton de schuldige is... Gastacteurs: Christa B. Allen als Violet, Shannon Holt als Mrs. Berg, Aaron Perilo als Ashton. Opmerking: Deze aflevering is een parodie van de in 1997 gemaakte film Titanic. |                          |                   |                                                 |                                  |               |
| 5 | Show & Tell              | 17 oktober 2008   | 7 januari 2011                                  | 19 juni 2011                     | 104           |
| Londen en Bailey zijn op een missie om te bewijzen dat Miss Tutwieller Mr. Moseby date na het afluisteren van een gesprek tussen de twee. Ondertussen overtuigt Zack Cody om na avondklok eruit te sluipen om de show van de Starlight Follies bij te wonen op het schip. Wanneer zij eindelijk langs de bewaker komen en in de show komen, denken ze dat hun lerares Miss Tutweiller een van de showgirls is, dus Zack zendt Bailey en London op een undercovermissie als twee showgirls om het uit te gaan zoeken... Gastacteurs: Erin Cardillo als Emma Tutweiller, Matthew Timmons als Woody Fink, Windell D. Middlebrooks als Kirby. |                          |                   |                                                 |                                  |               |
| 6 | International Dateline   | 24 oktober 2008   | 13 januari 2011                                 | 26 juni 2011                     | 105           |
| Het schip is door een bliksemschicht geraakt wanneer het langs de Internationale datumgrens komt, hierdoor beleeft Cody steeds dezelfde dag opnieuw. Hij denkt dat het lot hem de kans heeft gegeven om Bailey en hem bij elkaar te krijgen omdat het de eerste keer op het dansfeest niet lukte. Als uiteindelijk de avond goed verloopt, beleeft hij toch weer de dag opnieuw. Nu is het aan Cody om het schip van de bliksem weg te houden en het weer op de goede koers te krijgen... Afwezig: Phill Lewis als Mr. Moseby Gastacteurs: Erin Cardillo als Emma Tutweiller, Matthew Timmons als Woody Fink, Steve Monroe als Haggis, Chad Duell als Holden, Rachael Bell als Addison |                          |                   |                                                 |                                  |               |
| 7 | It's All Greek to Me     | 7 november 2008   | 20 januari 2011                                 | 4 september 2011                 | 106           |
| Het SS Tipton bezoekt Griekenland. Wanneer ze daar zijn, valt Bailey voor hun toergids, wat Cody jaloers maakt. Om indruk op haar te maken, Arwins neef Milos, geeft Cody een kopie van een bekend amulet van een Griekse godin om aan haar te geven. Maar per ongeluk is de kopie verwisseld met het echte amulet. Ondertussen moet London een speech schrijven, wat ze erg moeilijk vindt. Wanneer ze droomt over de geschiedenis van Griekenland, wordt ze geïnspireerd. Gastacteurs: Adam Bay als Adonis, Erin Cardillo als Emma Tutweiller, John Kapelos als Elias, Brian Stepanek als Arwin/Milos |                          |                   |                                                 |                                  |               |
| 8 | Sea Monster Mash         | 14 november 2008  | 27 januari 2011                                 | 11 september 2011                | 108           |
| De klas moet een schoolproject maken, Cody kiest Bailey als zijn partner. De teleurgestelde Zack had gehoopt dat Cody samen zou doen met hem en Woody zodat Cody al het werk kon doen. Als Bailey London vertelt dat ze samen doet met Cody, gaat London samen met Zack en Woody. Cody probeert een bekend zeemonster te vangen maar dit lukt niet, wat Bailey teleurstelt. Ondertussen probeert Zack het project van Cody te saboteren. Echter, zijn eigen project verandert in een monster doordat London haar smoothie in een van de planten heeft laten vallen en hen later gevangen houdt. Gastacteur: Matthew Timmons als Woody Fink |                          |                   |                                                 |                                  |               |
| 9 | Flowers and Choclate     | 21 november 2008  | 3 februari 2011                                 | 18 september 2011                | 109           |
| Bob en Barbara komen voor een weekend naar het SS Tipton. Cody wil het uitmaken met Barbara maar hij wil het op het juiste moment doen. Ook Barbara wil hetzelfde maar ze weten het niet van elkaar. Ondertussen hebben Bob en Barbara iets met elkaar. Als Cody wil vertellen dat hij op Bailey is, vertelt Barbara dat ze iets heeft met Bob. Om Barbara jaloers te maken zegt hij dat hij met Bailey heeft. Bailey is dat weekend weg, maar dan komt ze onverwachts eerder terug. Ook Chelsea, de beste vriendin van London, komt voor het weekend op het schip. Ze weet niet dat London nu naar school gaat en een gewoon leven leidt. London wil niet dat Chelsea erachter komt dus verzint ze dat haar kamer haar schoenenkast is en dat Woody haar butler is. Als Chelsea erachter komt dat ze met gewone mensen omgaat en geen butlers meer heeft, vertelt ze het niet door aan de buitenwereld. Ze verzint een ander verhaal: dat London is meegenomen door aliens. Afwezig: Phill Lewis as Mr. Moseby Gastacteurs: Brittany Curran als Chelsea Brimmer, Sophie Oda als Barbara Brownstein, Jennifer Tisdale als Activities Coordinator Connie, Charlie Stewart als Bob, Matthew Timmons als Woody Fink |                          |                   |                                                 |                                  |               |
| 10 | Boo You                  | 5 december 2008   | 10 februari 2011                                | 25 september 2011                | 110           |
| Als Cody en Kirby weigeren Zack te laten bungeejumpen vanaf het schip, stoten de broers Kirby per ongeluk van de boot, maar hij landt gelukkig in de jacuzzi. Kirby heeft zijn examens vroeger niet gehaald en om het goed met hem te maken mag hij dat opnieuw doen. Ze geven hem bijles zodat hij een betere baan kan krijgen. Ondertussen zet London Bailey voor schut op haar site: "Boo You!" Afwezig: Phill Lewis als Mr. Moseby Gastacteurs: Erin Cardillo als Emma Tutweiller, Windell D. Middlebrooks als Kirby, Chad Duell als Holden |                          |                   |                                                 |                                  |               |
| 11 | seaHarmony               | 12 december 2008  | 17 februari 2011                                | 2 oktober 2011                   | 111           |
| Zack en London spelen koppelaars voor Mr. Moseby en Ms. Tutweiller, maar met weinig succes. Later krijgen ze Moseby en Tutweiller toch bij elkaar ondanks dat ze soms een kleine ruzie hebben. Ondertussen probeert Cody indruk op Bailey te maken door zich voor te doen als iemand anders, gebaseerd op Baileys datinguitslag. Maar wat Cody niet weet is dat een paar antwoorden voor de lol ingevuld zijn, en sommige naar waarheid. Gastactrice: Erin Cardillo als Emma Tutweiller |                          |                   |                                                 |                                  |               |
| 12 | The Swami and the Mommy  | 9 januari 2009    | 17 maart 2011                                   | wel uitgezonden, datum onbekend  | 115           |
| Het schip stopt in India en Cody neemt Zack mee naar zijn goeroe, een Swami die op de top van een berg leeft. Alleen de Swami vraagt heel veel geld voor alles wat hij verkoopt. Zack en Cody verliezen al hun geld en gaan voor de Swami's worldwide call center werken. Ondertussen heeft Moseby problemen met zijn computer en probeert contact te maken met een call center, maar zonder succes. Padma, het meisje dat origineel Londons roommate was, vraagt London of ze haar moeder wil overtuigen dat ze nog steeds op zee is. Later blijkt dat het callcenter dat Moseby belt het wereldwijde callcenter van de Swami is. |                          |                   |                                                 |                                  |               |
| 13 | Maddie on Deck           | 16 januari 2009   | 24 februari 2011                                | 9 oktober 2011                   | 112           |
| Maddie is terug en ze gaan naar een kasteel. De prins van dat kasteel wil met Maddie dansen op zijn feest. Maddie is helemaal blij totdat ze op het feest erachter komt dat de prins een kleine jongen is... Speciale gastactrice: Ashley Tisdale als Maddie Fitzpatrick Gastacteurs: Uriah Shelton als Prince Jeffy, Cale Hoelzman als Prince Timmy, Scott Dreier als Harold The Herald |                          |                   |                                                 |                                  |               |
| 14 | When in Rome             | 23 januari 2009   | 3 maart 2011                                    | 16 oktober 2011                  | 113           |
| Het schip dokt aan in de buurt van Rome en London wordt verliefd op de jonge, knappe straatmuzikant Luca. Later, wanneer Bailey zoekt naar haar geldtassleutel, hoort ze dat Luca en zijn oom, Marco, eigenlijk Londen frauderen voor twintigduizend dollars. Bailey praat met Luca en ontdekt dat hij eigenlijk geen fraudeur wil zijn en dat hij London echt leuk vindt. Daarom maken ze een plan om het geld terug te krijgen van zijn oom wat bevat dat Bailey zich verkleedt als Naomi Wyoming, een imitatie van Hannah Montana. Ondertussen laten Zack en Cody zich aannemen door Chef Gigi zodat ze in haar restaurant kunnen eten. Op het einde is Cody ontslagen, maar Zack geniet van een heerlijke maaltijd met Gigi. Gastacteurs: Jacopo Sarno als Luca, Joe Nipote als Marcos, Sandra Purpurou als Gigi |                          |                   |                                                 |                                  |               |
| 15 | Shipnotized              | 30 januari 2009   | 10 maart 2011                                   | 23 oktober 2011                  | 114           |
| Een beroemde hypnotiseur bezoekt het SS Tipton en per ongeluk hypnotiseert hij London, ze gedraagt zich als Bailey. Wat Bailey erg vervelend vindt. Ondertussen, Harvard's Dean of Admissions, Monroe Cabbit, bezoekt ook het schip samen met zijn dochter Olivia. Cabbit mag Cody graag maar Zack niet. Alhoewel Zack wil daten met Olivia. Cabbit keurt hun relatie niet goed, dus verzinnen ze een plan. Cody doet alsof hij met Olivia datet tegenover Cabbit, maar Zack is degene die met haar uitgaat. Afwezig: Phill Lewis als Mr. Moseby Gastacteurs: Gilland Jones als Olivia, Hamilton Mitchell als Cabbit, Alec Ledd als Enzo Biscotti |                          |                   |                                                 |                                  |               |
| 16 | Mom and Dad on Deck      | 20 februari 2009  | 31 maart 2011                                   | 8 november 2011                  | 117           |
| Zack en Cody plannen een 'alleen jongens weekend' met hun vader, maar hun moeder verrast hun met een bezoek waardoor hun weekend niet door kan gaan. Wanneer Kurt en Carey een show houden op het schip, Mr. Moseby zegt dat ze op de boot mogen wonen en dat willen ze wel. Zack en Cody willen dat uiteraard niet en saboteren hun ouders show. Ondertussen probeert London uit te zoeken wat het perfecte verjaardag cadeau is voor Mr. Moseby door hem de hele dag te volgen. Afwezig: Debby Ryan als Bailey Pickett Speciale gastacteur: Kim Rhodes als Carey Martin Gast acteur: Robert Torti als Kurt Martin |                          |                   |                                                 |                                  |               |
| 17 | The Wrong Stuff          | 27 maart 2009     | 7 april 2011                                    | 7 november 2011                  | 118           |
| London houdt een wedstrijd tussen Cody en Woody om te bepalen wie haar gaat vergezellen op haar reis naar het Tipton Space Station. Cody en Woody proberen wanhopig elkaar tijdens de wedstrijd te saboteren. Ondertussen heeft Zack de leiding over de senioren activiteiten en ontmoet een passagier die niet mee wil doen aan alle activiteiten. Zack probeert iets te vinden wat hij wel wil doen en uiteindelijk ontdekt ie dat hij ervan houdt andere mensen te plagen. Samen proberen ze grappen te bedenken die ze kunnen uithalen op de andere passagiers. Afwezig: Phill Lewis als Mr. Moseby en Debby Ryan als Bailey Pickett Gastacteurs: Lillian Adams als Mrs. Pepperman, Gavin MacLeod als Barker, Matthew Timmons als Woody Fink |                          |                   |                                                 |                                  |               |
| 18 | Splash & Trash           | 17 april 2009     | 14 april 2011                                   | 16 november 2011                 | 119           |
| Zack en Cody vissen een meisje uit de zee. Zack en Woody denken dat het een zeemeermin is. Ze noemen haar Marissa want dat staat op haar badpak. Zack wordt verliefd op Marissa en droomt er zelfs van haar te trouwen en gaat zijn adem langer proberen in te houden maar uiteindelijk blijk Marissa gewoon een zwemster te zijn. |                          |                   |                                                 |                                  |               |
| 19 | Mulch Ado About Nothing  | 1 mei 2009        | 26 maart 2011                                   | 6 november 2011                  | 116           |
| Bailey heeft last van heimwee, daarom organiseert Cody een feest met tradities uit Kettlecorn. Met dank aan London, komt Baileys ex-vriendje, Moose, ook op het feest. Hij en Cody strijden tegen elkaar in verschillende competities om Baileys hart te winnen, maar Cody verliest elke keer. Moose vraagt aan Bailey of ze weer terugkomt naar Kettlecorn. Bailey vraagt aan Cody wat te doen, hij zegt haar de ze haar hart moet volgen. Gastacteurs: Hutch Dano als Moose, Matthew Timmons als Woody Fink |                          |                   |                                                 |                                  |               |
| 20 | Cruisin' for a Bruisin   | 5 juni 2009       | 28 april 2011                                   | 18 november 2011                 | 121           |
| Zack morst ijs op het rapport van Cody.Uit woede gooit Cody het ijs op de vloer. Moseby glijdt uit over het ijs. Kirby probeert Moseby te redden, maar in plaats daarvan blesseert hij Moseby. Connie neemt Moseby's werk over en breekt een boot in een fles, bedoeld als een cadeau voor de kapitein. Iedereen probeert Moseby op te vrolijken, maar niets helpt. Moseby hoort over het probleem van de boot en denkt dat het over de echte boot gaat. Londen repareert de boot in de fles. Moseby valt van de trap, en blesseert iedereen, behalve Londen. Uiteindelijk breekt Moseby de boot in de fles en heeft niet genoeg tijd hem te repareren. Afwezig: Debby Ryan als Bailey Pickett Gastacteurs: Jennifer Tisdale als Connie en Windell D. Middlebrooks als Kirby Morris |                          |                   |                                                 |                                  |               |
| 21 | Double Crossed           | 17 juli 2009      | 21 april 2011                                   | 10 november 2011                 | 120           |
| Aflevering met de casts van Hannah Montana en Wizards of Waverly Place. In deze aflevering komen de 3 casts samen op de SS Tipton. |                          |                   |                                                 |                                  |               |

## Seizoen 2: 2009-2010 / 2011
- Seizoen 2 bevat 28 afleveringen.
- Doc Shaw wordt een nieuw, vast cast-lid in de aflevering Roomies als Marcus Little.
- Debby Ryan en Doc Shaw zijn elk één aflevering afwezig.
- Phill Lewis is zes afleveringen afwezig.
- Adrian R'Mante als Esteban Julio Ricardo Montoya de la Rosa Ramirez, Camilla Rosso als Jessica Elles en Rebbecca Rosso als Janice Ellis (Jessica and Janice) bekend uit The Suite Life of Zack & Cody komen elk één aflevering terug.

| № | Titel                      | Uitzenddatum VS   | Uitzenddatum Disney Channel Nederland en Vlaanderen | Uitzenddatum Disney XD Nederland | Productiecode |
| --- | -------------------------- | ----------------- | --------------------------------------------------- | -------------------------------- | ------------- |
| (22) 1 | The Spy Who Shoved Me      | 7 augustus 2009   | 9 juni 2011                                         | 21 november 2011                 | 205           |
| Zack en Cody waren klaar met hun werk maar toen zagen ze twee spionnen vechten. Omdat Zack en Cody het gevecht gezien hadden moesten ze een contract tekenen. Baily wilde daarna weten wat er aan de hand was. Toen Cody het nieuws vertelde dacht Baily dat Cody loog. Zack en Cody moesten ook een Microchip halen bij Redfinger. De Spion zei dat het de hele mensheid kan redden. Gaat dit goed komen? |                            |                   |                                                     |                                  |               |
| (23) 2 | Ala-ka-scram               | 14 augustus 2009  | 16 juni 2011                                        | 22 november 2011                 | 206           |
| London heeft een oogje op de goochelaar die het schip bezoekt. Ondertussen probeert Zack veel met Cody en Bailey om te gaan, wat ze erg vervelend vinden. Om van hem af te komen nodigen ze Woody uit om met Zack samen mee te doen aan de Air Band wedstrijd. Gastacteurs: Matthew Timmons als Woody Fink, Savannah Jayde als Tanya, Briana Lane als Karina, Justin Kredible als Armando Opmerking: Het liedje dat Zack zingt, "Hot December Snow", is een persiflage van Guns N' Roses "November Rain", met Zack als Axl Rose en Woody als Slash. |                            |                   |                                                     |                                  |               |
| (24) 3 | In the Line of Duty        | 21 augustus 2009  | 23 juni 2011                                        | 23 november 2011                 | 203           |
| Zack komt in de problemen wanneer hij een stinkbom af laat gaan. Ms. Tutweiller komt op het idee om Zack tot halbewaker te benoemen. Het loopt al snel uit de hand wanneer hij al zijn klasgenoten laat nakomen. Ondertussen proberen Cody en Bailey tijd te vinden om met elkaar af te spreken, nu Bailey een baan heeft in Londons boetiek, die eigenlijk een geheime kledingkast is. Gastacteurs: Matthew Timmons als Woody Fink, Erin Cardillo als Emma Tutweiller, Marisa Theodore als Cara, Windell D. Middlebrooks als Kirby |                            |                   |                                                     |                                  |               |
| (25) 4 | Kitchen Casanova           | 4 september 2009  | 30 juni 2011                                        | 24 november 2011                 | 202           |
| Cody valt in voor zijn leraar van kookles, hij wordt al snel het middelpunt van de belangstelling, en dat maakt Bailey jaloers. Ondertussen verkoopt London Zacks portretten (eten uitgeniesd op een wit doek) aan een kunsthandelaar voor 30.000 dollar per stuk. Afwezig: Phill Lewis als Mr. Moseby Gastacteurs: Matthew Timmons als Woody Fink, Rachael Bell als Addison, Jennifer Rhodes als Mrs. McCracken, Leslie-Anne Huff als Reina |                            |                   |                                                     |                                  |               |
| (26) 5 | Smarticle Particles        | 11 september 2009 | 14 september 2011                                   | 25 november 2011                 | 201           |
| Bailey praat London aan dat haar parfum je slimmer maakt. Ondertussen vraagt Zack de aanvoerder van het jongens worstel team mee uit, dat een meisje is, nadat hij per ongeluk ijskoud oceaanwater op haar had gegooid dat eigenlijk op Woody moest komen. Gastactrice: Staci Pratt als Becky en Matthew Timmons als Woody Fink |                            |                   |                                                     |                                  |               |
| (27) 6 | Family Thais               | 18 september 2009 | 21 september 2011                                   | 28 november 2011                 | 209           |
| London gaat met Bailey op bezoek bij haar oma in Thailand. Ze weet alleen niet, dat haar oma in de rijstvelden werkt. Omdat Bailey door haar kennis van het platteland veel indruk maakt op Londons oma geeft London oma en haar hut een make-over. Ondertussen heeft Zack een leuk meisje gevonden, maar zij heeft een vriendin die altijd bij haar is, dus moet Cody de vriendin afleiden. Gastacteurs: Erica Aulds als Sasha, Ashley Farley als Hilary en Elizabeth Sung als Khun Yai |                            |                   |                                                     |                                  |               |
| (28) 7 | Goin' Bananas              | 25 september 2009 | 28 september 2011                                   | 15 december 2011                 | 204           |
| Zack levert een van de oude verslagen van Cody in, zonder te weten dat het een bizar stuk is over een bananenfobie. Daarom stuurt Ms. Tuttweiller hem naar een counseling-sessie, waardoor Zack zijn woede op Cody afreageert. Ondertussen gaat Londen door een moeilijke tijd, omdat haar mobiele telefoon is afgepakt toen ze in de les aan het sms'en was. Ze wil dat Bailey een nieuw ding vindt om haar handen bezig te houden. Woody is ondertussen de hele tijd bezig met het spelen als een avatar, genaamd Brock. Het spel heet Better Life waarin hij zelfs een vriendin heeft, Peaches, die uiteindelijk Addison blijkt te zijn. Cody vertelt hem dat hij zo zijn hele leven niet door kan gaan. Afwezig: Phill Lewis als Mr. Moseby Gastacteurs: Matthew Timmons als Woody Fink, Rachael Bell als Addison, Erin Cardillo als Emma Tutweiler en Michael Hitchcock als Mr. Blanket. |                            |                   |                                                     |                                  |               |
| (29) 8 | Lost at Sea                | 2 oktober 2009    | 30 augustus 2011                                    | 14 februari 2012                 | 231           |
| Zack, Cody, Baily, Londen en Woody raken verdwaald doordat Woody per ongeluk de knop drukte die de reddingsboot liet zakken. Meneer Moseby en Emma Tutweiler wilden ze zoeken maar per ongeluk drukte ook Meneer Moseby op de knop dreven ze ook weg. Gaat het goed komen met Zack, Cody, Baily, Londen, Woody, Meneer Moseby en Emma Tutweiler? Gastacteurs: Erin Cardillo als Emma Tutweiler en Matthew Timmons als Woody Fink |                            |                   |                                                     |                                  |               |
| (30) 9 | Roomies                    | 16 oktober 2009   | 5 oktober 2011                                      | 30 november 2011                 | 210           |
| Marcus Little komt aan op het SS Tipton en moet zijn kamer delen met Zack, die de ware identiteit van hem probeert uit te zoeken. Ondertussen spelen Cody en Bailey vriendschappelijke spelletjes tegen elkaar. Gastacteur: Matthew Timmons als Woody Fink Opmerking: Doc Shaw komt bij de cast als Marcus Little |                            |                   |                                                     |                                  |               |
| (31) 10 | Crossing Jordin            | 23 oktober 2009   | 5 oktober 2011                                      | 18 februari 2012                 | 213           |
| Zack, Cody en Marcus proberen een nieuw lied te schrijven voor gastzangeres, Jordin Sparks. Ondertussen ontmoet London de winnaar van een wedstrijd om Londons beste vriendin te zijn voor een week op het schip, maar de winnaar gedraagt zich als een schoft en steelt Londons identiteit. Speciale gastactrice: Jordin Sparks als zichzelf Gastacteurs: Cameron Escalante als Alyssa, Dave Secor als George Opmerking: Jordin Sparks zingt haar single Battlefield |                            |                   |                                                     |                                  |               |
| (32) 11 | Bermuda Triangle           | 13 november 2009  | 10 oktober 2011                                     | 1 december 2011                  | 211           |
| Zack en Cody krijgen een cheque ter waarde van 200 dollar van hun ouders voor hun zestiende verjaardag, maar ruziën aan wat ze het willen uitgeven. Tijdens de ruzie wensen ze allebei dat ze enig kind zijn. Wanneer het schip de Bermudadriehoek invaart, komt hun wens uit. Gastacteur: Matthew Timmons als Woody Fink |                            |                   |                                                     |                                  |               |
| (33) 12 | The Beauty and the Fleeced | 20 november 2009  | 12 oktober 2011                                     | 2 december 2011                  | 212           |
| Zack, Marcus en Woody organiseren een nep schoonheidswedstrijd om meisjes te ontmoeten. Als Mr. Moseby hun plannen door heeft moeten ze als straf alles regelen voor de wedstrijd. Ondertussen besluit Bailey mee te doen aan de wedstrijd om London een keer te verslaan. Cody is haar coach, maar ze wordt boos als hij haar heel de tijd de les leest. Gastacteurs: Matthew Timmons als Woody Fink, Brittany Ross als Capri |                            |                   |                                                     |                                  |               |
| (34) 13 | The Swede Life             | 4 december 2009   | 17 oktober 2011                                     | 5 december 2011                  | 215           |
| Zack, Cody, Londen en Bailey bezoeken Martensgrav, een Zweedse stad opgericht door de voorouders van Zack en Cody die ook worden gespeeld door Zack en Cody. Ze komen alleen maar om te ontdekken dat onder de bewoners van de stad zich ook de Grote Martin familie bevindt. Ondertussen bezoeken Marcus en Mr. Moseby een museum over de popgroep ABBA, maar komen vast te zitten in een Zweedse meubelwinkel, Umaka, een parodie van IKEA, om een ontbrekende schroef te vinden voor Moseby's nachtkastje. Gastacteurs: Ed Begley Jr. als Burgemeester Ragnar, Katie Gill als Dorta en Mary Kate McGeehan als Helga. |                            |                   |                                                     |                                  |               |
| (35) 14 | Mother of the Groom        | 8 januari 2010    | 19 oktober 2011                                     | 6 december 2011                  | 217           |
| Esteban komt aan boord op het SS Tipton om te gaan trouwen. Zack, Cody, Marcus en Mr. Moseby organiseren een vrijgezellenavond. Ondertussen proberen London en Bailey de moeder van Esteban te helpen. Ze is het niet mee eens met de bruiloft. Als ze haar oude hobby weer oppikt, accepteert ze dat Esteban gaat trouwen. Gastacteurs: Adrian R'Mante als Esteban Ramirez, Charo als Senora Ramirez |                            |                   |                                                     |                                  |               |
| (36) 15 | The Defiant Ones           | 15 januari 2010   | 24 oktober 2011                                     | 7 december 2011                  | 218           |
| Cody creëert een web van leugens als hij zijn huiswerk niet gemaakt heeft. Ondertussen zitten Zack en Mr. Moseby aan elkaar vast met handboeien. Gastacteurs: Erin Cardillo als Emma Tutweiller, Michael Hitchcock als Mr. Blanket |                            |                   |                                                     |                                  |               |
| (37) 16 | Any Given Fantasy          | 18 januari 2010   | 26 oktober 2011                                     | 8 december 2011                  | 220           |
| Wanneer Mr. Moseby de studenten verbiedt te voetballen op het schip raken ze geïnteresseerd in fantasievoetbal. Zack, Marcus en Woody zijn verkleed als mascottes wanneer London een gouden trofee belooft voor de fantasievoetbalwinnaar. Cody is niet goed in voetbal en Kirby helpt hem beter te worden. Afwezig: Debby Ryan als Bailey Pickett Speciale gastacteur: Kurt Warner als hem zelf. Gastacteurs: Windell D. Middlebrooks als Kirby, Matthew Timmons als Woody Fink |                            |                   |                                                     |                                  |               |
| (38) 17 | Rollin' With the Holmies   | 29 januari 2010   | 28 oktober 2011                                     | 9 december 2011                  | 214           |
| Cody probeert een mysterie op te lossen rond een gestolen boek van koningin Elizabeth II. Ondertussen leert Mr. Moseby Zack en Woody croquet te spelen zodat ze Londens snobbige nieuwe vriend en zijn vriend kunnen verslaan. Gastacteurs: Charles Shaughnessy als agent, Jarrett Sleeper als Wicket en Matthew Timmons als Woody Fink |                            |                   |                                                     |                                  |               |
| (39) 18 | Can You Dig It?            | 12 februari 2010  | 2 november 2011                                     | 13 maart 2012                    | 223           |
| Wanneer Zack de kroon van de oeroude prinses Xaria vindt, komt haar geest tot leven en bezet Bailey die nu de kroon terug wil. Ze wil Zack ervoor laten boeten. Ondertussen is Cody boos op Zack omdat hij al het onderzoek gedaan heeft en hij met de eer aan het strijken is tegenover de media. Gastacteurs: Erin Cardillo als Emma Tutweiller, Alex Cambert als Luis, Lesli Margherita als Isabel Afwezig: Phill Lewis als Mr. Moseby |                            |                   |                                                     |                                  |               |
| (40) 19 | London's Apprentice        | 26 februari 2010  | 7 november 2011                                     | 7 maart 2012                     | 219           |
| Mr. Tipton wil dat Londen een geweldige uitvinding aan hem presenteert, dus Londen geeft een miljoen dollar aan de beste nieuwe uitvinding. Zack, Cody, Bailey, Marcus en Mr. Moseby presenteren hun uitvinding aan Londen, die beslist wat de goede uitvinding wordt. Ondertussen heeft Londen het miljoen aan Kirby gegeven, maar hij verliest het miljoen en probeert het geld te achterhalen. Gast acteur: Windell. D. Middlebrooks als Kirby. |                            |                   |                                                     |                                  |               |
| (41) 20 | Once Upon a Suite Life     | 5 maart 2010      | 9 november 2011                                     | 15 maart 2012                    | 225           |
| Zack, Cody, Londen en Bailey vallen in slaap tijdens een les van Ms. Tuttweiller over sprookjes. Ze dromen allemaal dat ze karakters zijn in sprookjes zoals Sneeuwwitje, Hans en Grietje en Jack en de Bonenstaak. Gastacteurs: Erin Cardillo als Emma Tutweiller, Matthew Timmons als Woody Fink en Michael Airington als de spiegel. |                            |                   |                                                     |                                  |               |
| (42) 21 | Marriage 101               | 19 maart 2010     | 14 november 2011                                    | 9 maart 2012                     | 221           |
| Zack, Cody, Bailey, London, Adisson en Woody moeten nep trouwen van hun lerares Emma Tutweiler. Daarna wordt Marcus het kind van Adisson en Woody. Cody en Bailey vinden elkaar niet meer leuk. Zack krijgt een baan in het circus. Er gebeurt van alles. |                            |                   |                                                     |                                  |               |
| (43) 22 | Model Behavior             | 27 maart 2010     | 16 november 2011                                    | 20 maart 2012                    | 228           |
| Als Mr. Moseby het schip verlaat om naar een reünie te gaan, beslissen Marcus en Zack een feestje te houden op het Sky Deck met modellen. Janice en Jessica, van het Boston Tipton, komen aan boord als modellen. Janice probeert de aandacht te trekken van Zack, en Cody denkt dat Bailey jaloers is, omdat hij met Jessica omgaat. Ondertussen, om de agent van de modellen het feest niet te laten ontdekken, doet Woody alsof hij een model is genaamd Woodlander. Gastacteurs: Camilla en Rebecca Rosso als Janice en Jessica, Matthew Timmons als Woody Fink en Cassidy Gifford als Kate. |                            |                   |                                                     |                                  |               |
| (44) 23 | Rock the Kasbah            | 16 april 2010     | 21 november 2011                                    | 12 maart 2012                    | 222           |
| Cody wil oorbellen voor Bailey, maar Zack zegt dat hij op de prijs moet afdingen met de kassier. Ondertussen ontdekken Londen, Bailey, Marcus en Woody een magische lamp met een geest erin, die grote wensen kan laten omkomen. Daarom ruziën ze over welke wensen ze laten uitkomen. Gastacteurs: Matthew Timmons als Woody Fink en Matthew Willig als de geest. |                            |                   |                                                     |                                  |               |
| (45) 24 | I Brake for Whales         | 23 april 2010     | 23 november 2011                                    | 13 maart 2012                    | 216           |
| De S.S. Tipton gaat recht op een gebied met bedreigde blauwe vinvissen af. Dat motiveert Zack, Cody, Bailey en Marcus om de koers van het schip te veranderen. Ze sluiten zichzelf in in de machineruimte, hopend dat ze de vinvissen veilig passeren. Maar ze ontdekken dat het niet zo makkelijk is als het lijkt. Cody valt flauw door de warmte in de ruimte, Marcus is wanhopig naar water en Zack wordt gek om eruit te komen. Uiteindelijk breken Kirby en Mr. Moseby in de machineruimte om ze te stoppen, maar nadat ze de vinvissen op Cody's laptop zien, doen ze mee aan hun plan. Gastacteur: Windell D. Middlebrooks als Kirby. |                            |                   |                                                     |                                  |               |
| (46) 25 | Seven Seas News            | 7 mei 2010        | 7 december 2011                                     | 14 maart 2012                    | 224           |
| De studenten van Seven Seas High nemen het Seven Seas News over. Zack en Cody komen in conflict als presentatoren, London is verward met het green screen en Cody onderzoekt een ontbrekende passagier. Afwezig: Doc Shaw als Marcus Little en Phill Lewis als Mr. Moseby. Gastacteurs Matthew Timmons als Woody Fink, Erin Cardillo als Emma Tutweiller en Windell D. Middlebrooks als Kirby. |                            |                   |                                                     |                                  |               |
| (47) 26 | Starship Tipton            | 14 mei 2010       | 8 december 2011                                     | 19 maart 2012                    | 227           |
| Hommage aan/parodie op Star Trek. Zack, Cody, Bailey, Londen, Marcus en Mr. Moseby worden naar de toekomst gezonden om de bemanning van de S.S. Tipton te redden, omdat ze in risico zijn door een nakomeling van Zack, Zerk. Gastacteurs: Erin Cardillo als Emma Tutweiller, Joe Green als Robot Moseby en Jonathan Kite als Anterian. Speciale gastacteur: George Takei als Rome Tipton. |                            |                   |                                                     |                                  |               |
| (48) 27 | Mean Chicks                | 11 juni 2010      | 30 november 2011                                    | 16 maart 2012                    | 226           |
| Bailey wedt voor 1 miljoen dollar tegen Londen dat ze niet een week tegen Bailey kan zonder haar te beledigen. Londen vraagt Mr. Blanket om hulp om Bailey niet te beledigen. Bailey verliest en London beledigt haar een miljoen keer. Ondertussen probeert Cody aanvallen van een zeemeeuw te ontwijken, nadat hij de zeemeeuw niet frietjes had laten eten. Gastacteur: Michael Hitchcock als Mr. Blanket. |                            |                   |                                                     |                                  |               |
| (49) 28 | Breakup in Paris           | 18 juni 2010      | 10 december 2011                                    | 5 mei 2012                       | 229-230       |
| De boot vaart aan in Parijs. Cody en Bailey hebben op deze dag één jaar verkering. Zo wil Cody een speciaal etentje in de Eiffeltoren doen. Omdat alles goed moet gaan, oefent hij met London de hele date af. Aan het einde van hun afspraakje wil Cody Bailey zoenen. Bailey ziet Cody en London en denkt dat ze aan het zoenen zijn. Verder komt Marcus erachter dat zijn artiestennaam hier nog bestaat maar wordt gebruikt door een bedrieger. Hij komt erachter zegt dat hij de echt Lil'Lil is, maar niemand gelooft hem. Mr. Moseby droomde er altijd van om mee te doen in de Tour de France. Hij rijdt de Tour de France en wint. Zack en Woody zitten in een park niets te doen en hun tas is verwisseld met die van een vrouw. In de tas zit een kostbaar schilderij, maar ze weten niet wat het is. Ze worden achternagezeten en gevangen, maar komen weer vrij. Op het laatst krijgt de vrouw de tas terug, maar ze wordt meteen opgepakt voor het stelen van een kostbaar schilderij. |                            |                   |                                                     |                                  |               |

## Seizoen 3: 2010-2011 / 2011-2012
Dit seizoen is het laatste seizoen van de productie. Het laatste seizoen startte in Vlaanderen/Nederland 25 mei 2012 op Disney Channel. De eerste aflevering van dit seizoen is op 29 augustus 2012 op disney XD uitgezonden tijdens het onderdeel The place to be.
- Doc Shaw verlaat de cast in de aflevering Bon Voyage.
- Debby Ryan is afwezig voor drie afleveringen.
- Doc Shaw is afwezig voor vier afleveringen.
- Phill Lewis is twee afleveringen afwezig.
- Brian Stepanek ook bekend uit The Suite Life of Zack & Cody, komt twee keer terug als Arwin Q. Hawkhauser.
- Kim Rhodes komt twee keer voor als Carey Martin, Robert Torti komt tweemaal voor als Kurt Martin.

| № | Titel                      | Uitzenddatum VS   | Productiecode | Uitzenddatum Disney Channel Nederland en België | Uitzenddatum Disney XD Nederland |
| --- | -------------------------- | ----------------- | ------------- | ----------------------------------------------- | -------------------------------- |
| (50) 1 | The Silent Treatment       | 2 juli 2010       | 305           | 25 mei 2012                                     | 29 augustus 2012                 |
| Nadat Cody en Bailey uit elkaar zijn gegaan verlaat Cody het schip en wordt lid van een niet religieuze, monnikachtige club waar hij hoopt dat hij zich over de breuk kan zetten. Ondertussen krijgt Bailey relatieadvies van Londen en Ms. Tutweiller. Afwezig: Doc Shaw als Marcus Little en Phill Lewis als Mr. Moseby. Gastacteurs: Andy Richter als broeder Theodore, Erin Cardillo als Emma Tutweiller en Matthew Timmons als Woody Fink |                            |                   |               |                                                 |                                  |
| (51) 2 | Rat Tale                   | 9 juli 2010       | 308           | 1 juni 2012                                     | 5 september 2012                 |
| Nu Bailey en Cody niet meer samen zijn, moeten ze beslissen wie Buck krijgt, hun huisdier, een rat. Kirby onderzoekt beide om te zien wie de beste eigenaar zal zijn, maar Woody wordt gebeten door Buck, waardoor hij de superheld Ratman wordt. Afwezig: Doc Shaw als Marcus Little en Phill Lewis als Mr. Moseby. Gastacteurs: MacKenzie Baker als Sloane, Windell D. Middlebrooks als Kirby en Matthew Timmons als Woody Fink. |                            |                   |               |                                                 |                                  |
| (52) 3 | So You Think You Can Date? | 16 juli 2010      | 306           | 8 juni 2012                                     | 15 september 2012                |
| Het Seven Seas High dansfeest komt eraan. Nu Bailey en Cody uit elkaar zijn, verzinnen ze beiden een date voor het bal, dus ze proberen snel een back-update te vinden. Nu is het voor beiden belangrijk om de leukste date te hebben. Ondertussen wordt Woody moe van het geruzie tussen Ms. Tutweiller en Moseby over wie het Skydek voor het schoolbal mag hebben, dus hij laat de twee het dek delen. Met een flashback wordt onthuld dat Emma Tutweiller en Moseby hun interesse over de Middeleeuwen (Tutweiller) en de jaren tachtig (Moseby) hebben doordat ze in hun jeugd werden gepest. Moseby overtuigt Tutweiller dat ze beiden geslaagde volwassenen zijn geworden. Afwezig: Doc Shaw als Marcus Little Gastacteurs: Markus Silbiger als Josh, Rachael Marie als Cissy, Erin Cardillo als Emma Tutweiller en Matthew Timmons als Woody Fink. |                            |                   |               |                                                 |                                  |
| (53) 4 | My Oh Maya                 | 23 juli 2010      | 301           | 15 juni 2012                                    | 22 september 2012                |
| Zack raakt verliefd op een meisje, genaamd Maya. Wanneer hij zich realiseert dat hij verliefd op haar wordt, probeert hij het zes maandenplan van Cody voor Bailey. Ondertussen gaat Dante, de jongen die Marcus identiteit in Parijs stal, aan boord om Marcus een nieuw album te laten produceren. Cody probeert Bailey te vergeten door, telkens als hij aan haar denkt, zichzelf pijn te doen terwijl Bailey haar woonplaats Kettlecorn bezoekt. Afwezig: Debby Ryan als Bailey Pickett. Gastacteurs: Zoey Deutch als Maya Bennet, Larry Vanburen Jr. als Dante en Elle McLemore als Gina. |                            |                   |               |                                                 |                                  |
| (54) 5 | Das Boots                  | 30 juli 2010      | 303           | 27 september 2012                               | 29 september 2012                |
| Terwijl Maya, Zack en Woody helpen met Londons schoenen te vervoeren, veroorzaakt Zack een ongeluk waardoor ze slechts 30 minuten zuurstof krijgen. Door de angst, geeft ze toe dat ze Zack terug wil. Ondertussen helpt Marcus Cody een groot schaakspel voor te bereiden tegen de schaakkampioen bij de junioren van Rusland, die toevallig ook een schattig meisje is. Afwezig: Debby Ryan als Bailey Pickett. Gastacteurs: Cody Kennedy als Sasha Matryoshka, Zoey Deutch als Maya Bennet, Erin Cardillo als Emma Tutweiller en Matthew Timmons als Woody Fink. |                            |                   |               |                                                 |                                  |
| (55) 6 | Bon Voyage                 | 20 augustus 2010  | 304           | 29 juni 2012                                    | 5 oktober 2012                   |
| Als de nieuwe aqua lounge is overstroomd zegt Mr. Moseby dat de leerling die het heeft veroorzaakt wordt geschorst. Mr. Moseby denkt natuurlijk dat het Zack is, maar Woody, Bailey en Cody denken dat ze verantwoordelijk zijn, allen voor uiteenlopende redenen. Ondertussen verlaat Marcus Little het schip om aan een musical te werken gebaseerd op zijn lied Retainer Baby. Gastacteurs: Lisa K. Wyatt als Frankie, Matthew Timmons als Woody Fink en Robert Torti als Kurt Martin Opmerking: Doc Shaw verlaat de cast omdat hij in de Disney serie Pair of Kings gaat spelen. |                            |                   |               |                                                 |                                  |
| (56) 7 | Computer Date              | 27 augustus 2010  | 302           | 6 juli 2012                                     | 6 november 2012                  |
| Arwin komt aan boord om de S.S. Tipton te verbeteren met een robot. Maar het gaat fout als de robot gevoelens voor Cody blijkt te hebben. Ondertussen vragen Woody en Londen hulp aan Zack om voor gym te slagen. Afwezig: Debby Ryan als Bailey Pickett en Doc Shaw als Marcus Little. Gastacteurs: Matthew Timmons als Woody Fink en Brian Stepanek als Arwin Hawkhauser. |                            |                   |               |                                                 |                                  |
| (57) 8 | Party on                   | 10 september 2010 | 309           | 13 juli 2012                                    | 13 oktober 2012                  |
| Maya is jarig en Zack wil een feest voor haar organiseren. Daarvoor gebruikt hij Sean Kingston. Om hem dat te laten doen, zegt hij dat het voor London is. Maar meneer Moseby ziet de voorbereidingen en de enige manier om te ontsnappen is om te zeggen dat het voor hem is. Ondertussen gaan Cody en Bailey naar een chocolade-tour voor een koppel, ook al zijn ze dat niet meer. Gastacteurs: Sean Kingston als zichzelf en Zoey Deutch als Maya Bennet. |                            |                   |               |                                                 |                                  |
| (58) 9 | Love and War               | 24 september 2010 | 311           | 20 juli 2012                                    | 13 oktober 2012                  |
| Nu het officieel aan is tussen Zack en Maya, nodigt ze hem uit om haar te steunen bij een poëziewedstrijd, op het tijdstip wanneer Zack, Woody, Cody en Mr. Moseby meedoen aan een internationale onlinegame. Zack besluit zijn avond op te splitsen tussen de twee activiteiten, maar of dit goedgaat? Gastacteurs: Zoey Deutch als Maya Bennet en Matthew Timmons als Woody Finks. |                            |                   |               |                                                 |                                  |
| (59) 10 | Trouble in Tokyo           | 15 oktober 2010   | 307           | 27 juli 2012                                    | 20 oktober 2012                  |
| Zack en Cody bezoeken hun moeder die in Japan een reclamespotje opneemt. Tijdens de opnames verwoest Zack de studio en moeten ze alles betalen. Op de SS Tipton houdt Mr. Mosbey een sumo-worstelwedstrijd. Wanneer Woody wint krijgt hij een goldcard, maar nu moet hij de sumoworstelaar helpen zijn eer terug te krijgen. Gastacteurs: Matthew Timmons als Woody Finks. |                            |                   |               |                                                 |                                  |
| (60) 11 | The Ghost and Mr. Martin   | 8 oktober 2010    | 310           | 3 augustus 2012                                 | 31 oktober 2012                  |
| Tijdens het bezoek in New Orleans, wordt Zack achtervolgd door een geest van een kapitein van een gezonken schip. Om het probleem van het gezonken schip op te lossen, met de hulp van Cody en Woody, probeert hij een kompas terug te vinden. Na het kompas te onderzoeken, ontdekt Zack dat er een historische fout gebeurd is. Ondertussen, proberen London en Bailey Mr. Moseby te helpen angst te overwinnen om piano te spelen voor publiek. Gastacteurs: Matthew Timmons als Woody Fink, Anthony Bonaventura als Captain Entenille |                            |                   |               |                                                 |                                  |
| (61) 12 | Senior Ditch Day           | 22 oktober 2010   | 320           | 10 augustus 2012                                | 20 oktober 2012                  |
| Zack, London, en Woody gaan naar een luxe beachclub voor Senior ditch day, maar de bewaker laat Woody niet binnen. Intussen houden Cody en Bailey de presentatielijsten bij, tot ongenoegen van Ms. Tutweiller die uitkeek naar een vrije dag. Gastacteurs: Matthew Timmons als Woody Fink, Erin Cardillo als Emma Tutweiller, Fabio als Captain Hawk, Christiann Castellanos als Valentina, Jack Guzman als Bouncer |                            |                   |               |                                                 |                                  |
| (62) 13 | My Sister's Keeper         | 5 november 2010   | 315           | 17 augustus 2012                                | 24 oktober 2012                  |
| Woody's zus komt op bezoek en is niet de aantrekkelijke persoon die Zack en Cody verwacht hadden. Ondertussen zoekt London een tweeling die al haar vuile werkjes kan opknappen. Afwezig: Phill Lewis als Mr. Moseby Gastacteurs: Matthew Timmons als Woody Fink, Linsey Godfrey als Willa Fink |                            |                   |               |                                                 |                                  |
| (63)14 | Frozen                     | 20 november 2010  | 312           | 24 augustus 2012                                | 27 oktober 2012                  |
| Cody beslist om aan te meren in Antarctica en Zack en Woody zijn van plan om mee te gaan. Afwezig: Phill Lewis als Mr. Moseby Gastacteurs: Matthew Timmons als Woody Fink |                            |                   |               |                                                 |                                  |
| (64)15 | A London Carol             | 3 december 2010   | 313           | 31 augustus 2012                                | 25 december 2012                 |
| Londons toverspiegel neemt haar mee naar Kerstmis in het verleden, heden en toekomst om haar te wijzen op haar fouten. Gastacteurs: Michael Airington als "De Spiegel", Haley Tju als jonge London |                            |                   |               |                                                 |                                  |
| (65)16 | The Play's the Thing       | 7 januari 2011    | 314           | 7 september 2012                                | 27 oktober 2012                  |
| Na de klas de opdracht om hun eigen toneelstuk te schrijven te geven, kiest mevrouw Tutweiler Cody's toneelstuk, dat aan de klas zal worden voorgedragen. Bailey weigert echter mee te doen als ze inziet dat het stuk slechts haar rol in de scheiding tussen haar en Cody benadrukt, waardoor Cody wordt gedwongen om de rol van Bailey te spelen en Zack die van Cody. Gastacteurs: Matthew Timmons als Woody Fink, Erin Cardillo als Emma Tutweiller, Rachael Kathryn Bell als Addison en Kevin Makely als Bruno |                            |                   |               |                                                 |                                  |
| (66)17 | Twister, part 1            | 14 januari 2011   | 315           | 14 september 2012                               | 31 oktober 2012                  |
| London biedt aan om Bailey naar Kettlecorn te brengen voor haar oma's negentigste verjaardag, maar als hun luchtballon kapotgaat, moeten ze de rest van de weg rijdend afleggen. Ondertussen is Cody op het schip onzeker waar en waarom Bailey heen is en is hij verdrietig over haar afwezigheid, totdat hij ontdekt dat ze naar haar familieboerderij is. Hij besluit daar ook heen te gaan om haar liefde terug te winnen. Ondertussen dagen Zack en Woody Mr. Moseby en zijn broer, die aan boord is met zijn ploeggenoten, uit voor een basketbalwedstrijd, tenminste totdat ze ontdekken dat zijn broer de NBA-ster Dwight Howard is. Gastacteurs: Matthew Timmons als Woody Fink, Dwight Howard als zichzelf, Deron Williams als zichzelf en Kevin Love als zichzelf |                            |                   |               |                                                 |                                  |
| (67)18 | Twister, part 2            | 15 januari 2011   | 316           | 21 september 2012                               | 6 november 2012                  |
| Cody komt aan op Kettlecorn en is verbaasd dat Moose er ook is om Bailey terug te winnen. Er nadert een tornado en iedereen wordt naar de Pickett-stormschuilkelder geëvacueerd. Als de tornado langsraast, raakt Bailey buiten bewustzijn en droomt dat ze Dorothy Gale is en dat ze probeert haar weg naar huis terug te vinden door het Land van Oz. Als Bailey ongemerkt het verhaal van de Tovenaar van Oz herleeft, komt ze Moose tegen als de Vogelverschrikker, Cody als de Tinnen Man, Woody als de Bange Leeuw, Zack als een Gevleugelde Aap, London als Glinda de Goede Heks en de Slechte Heks uit het Westen, Mr. Moseby als een Munchkin. Als ze wakker wordt moet ze kiezen tussen Cody en Moose. Gastacteurs: Matthew Timmons als Woody Fink, Linda Porter als Grammy Pickett, Ginette Rhodes als Eunice Pickett, Mark Teich als Mr. Everhart en Joe Dietl als Clyde Pickett Speciale gastacteur: Hutch Dano als Moose Opmerking: De droom van Bailey is een parodie van de in 1939 geproduceerde film-musical The Wiz(ard of Oz). |                            |                   |               |                                                 |                                  |
| (68)19 | Twister, part 3            | 16 januari 2011   | 317           | 28 september 2012                               | 13 november 2012                 |
| De groep begint Kettlecorn opnieuw op te bouwen na de tornado, maar ze hebben problemen om dat te financieren. Als resultaat komt Londons vader, meneer Tipton (die zichzelf nu eindelijk onthult) om hen te helpen met hun geldproblemen. Gastacteurs: Matthew Timmons als Woody Fink, Linda Porter als Grammy Pickett, Ginette Rhodes als Eunice Pickett, Joe Dietl als Clyde Pickett en Michael Ralph als Sergeant Pepper Speciale gastacteur: John Michael Higgins als Wilfred Tipton |                            |                   |               |                                                 |                                  |
| (69)20 | Snakes on a Boat           | 4 maart 2011      | 318           | 5 oktober 2012                                  | 10 november 2012                 |
| Zack, Cody, Maya, Bailey, London en Woody doen speletjes, wanneer ze besluiten Truth or Dear te doen, moet Woody van London naar beneden in het dek lopen om een foto te maken van een lijk. Wanneer Woody een foto maakt, komt London uit de doos, waardoor Woody schrikt en een doos met slangen opent. Ondertussen, nu Cody en Bailey weer bij elkaar zijn, moet Bailey vertellen dat ze altijd nep lachte om Cody's grapjes en probeert Cody alles om haar aan het lachen te maken. Gastacteurs: Matthew Timmons als Woody Fink en Zoey Deutch als Maya Bennet. |                            |                   |               |                                                 |                                  |
| (70)21 | Prom Night                 | 18 maart 2011     | 319           | 12 oktober 2012                                 | 25 november 2012                 |
| De studenten mogen een feest houden op het schip, maar wanneer zij een grap uithalen met Mr. Moseby gaat het hele feest niet door. Wanneer Zack het idee heeft om het feest geheim te houden, moet London zorgen dat Mr. Moseby niet achter het feest komt. Ondertussen probeert Bailey zo veel mogelijk stemmen te winnen om de "Prom-Queen" te worden, en probeert Woody Addison uit te vragen voor het feest, wanneer die denkt dat Woody een ander heeft. Gastacteurs: Matthew Timmons als Woody Fink, Zoey Deutch als Maya Bennet, Rachael Kathryn Bell als Addison en Erin Cardillo als Emma Tutweiller. |                            |                   |               |                                                 |                                  |
| (71)22 | Graduation on Deck         | 6 mei 2011        | 320-321       | december 2012                                   | 1 januari 2013                   |
| Mr. Tipton verkoopt het schip en Cody, Bailey, London, Woody en Zack slagen voor hun studie. Relaties worden getest als Zack een poging doet om het uit te maken met Maya, Cody en Bailey vragen zich af wat de Universiteit met hun relatie doet. Miss Tutweiler probeert London te laten slagen door haar te helpen maar London doet niet erg haar best... Het is erg emotioneel hoe iedereen afscheid neemt en als het uit is tussen Zack en Maya wil Zack niet meer slagen en als Cody hoort dat hij niet naar Universiteit in Yale kan waar hij naartoe wou met Bailey, dan wil hij ook niet meer slagen..... Gastacteurs: Matthew Timmons als Woody Fink, Erin Cardillo als Emma Tutweiller, Zoey Deutch als Maya Bennet, Kim Rhodes als Carey Martin, Robert Torti als Kurt Martin en Brian Stepanek als Arwin Hawkhauser |                            |                   |               |                                                 |                                  |

## The Suite Life Movie
| № | Titel                | Uitzenddatum VS | Productiecode | Uitzenddatum Disney Channel Nederland en België | Uitzenddatum Disney XD Nederland |
| --- | -------------------- | --------------- | ------------- | ----------------------------------------------- | -------------------------------- |
| | The Suite Life Movie | 25 maart 2011   | 322           | 21 december 2012                                | 25 november 2012                 |
| Bailey plant heel veel voor de lentevakantie, en ondertussen plant Cody heel andere dingen, die hij dan wil vertellen in een brief. Maar Zack zegt het tegen Bailey en Bailey wil Cody niet meer spreken. Cody, Zack en Mr. Moseby gaan naar het laboratorium waar Cody gepland had zijn vakantie door te brengen. Wanneer Zack en Cody alles kapotmaken, worden ze verbannen van het lab. De professor stelt hen voor naar een ander lab te gaan 15 kilometer van het andere lab af, zodat Cody nog een kans krijgt naar Yale te gaan. Wanneer Zack en Cody bij het andere lab zijn, staat hen iets raars te gebeuren. Ondertussen kan Bailey het niet hebben dat Cody gestopt is haar te bellen, en is ze woedend op hem. Wanneer Mr. Moseby de brief voor Bailey op het dek vindt, en dat aan Bailey geeft snapt Bailey alles. Bailey, Woody, London en Mr. Moseby gaan naar het lab, waar de professor hen vertelt dat ze verbannen zijn. Wanneer London van de dolfijn hoort dat ze op het tweelingen lab zijn, weet de professor meteen dat ze in gevaar zijn. Gastacteurs: Matthew Timmons als Woody Fink, John Ducey als Dr. Spaulding, Matthew Glave als Dr. Olsen, Katelyn Pacitto als Nellie Smith, Kara Pacitto als Kellie Smith, Steven French als Ben en John French als Sven. |                      |                 |               |                                                 |                                  |